# Once Upon a Time in Hollywood
Once Upon a Time in Hollywood är en kriminal/dramafilm från 2019, skriven och regisserad av Quentin Tarantino. Filmen utspelar sig i Los Angeles år 1969 och dramatiserar livet i Hollywood under hippierörelsens guldålder. Filmen hade premiär i USA den 26 juli 2019. Bland filmens skådespelare finns bland andra Leonardo DiCaprio, Brad Pitt, Margot Robbie och Al Pacino.

## Handling
Den åldrande skådespelaren Rick Dalton, spelad av Leonardo DiCaprio, fruktar att hans karriär går mot sitt slut. Genom ett flertal tidslinjer följer vi hur han och hans stuntman Cliff Booth, spelad av Brad Pitt, som tidigare gjort succé, nu försöker navigera ett Hollywood som genomgår förändringar. Parallellt får vi även följa Sharon Tate, spelad av Margot Robbie, som bor tillsammans med sin man Roman Polański i grannhuset.

## Rollista
- Leonardo DiCaprio – Rick Dalton[2][3][4][5][6]
- Brad Pitt – Cliff Booth[7][8][9][10][11][12][13]
- Margot Robbie – Sharon Tate[14][15]
- Emile Hirsch – Jay Sebring[16]
- Margaret Qualley – "Pussycat"[17][18]
- Timothy Olyphant – James Stacy/Johnny Madrid i Lancer[10]
- Julia Butters – Trudi Fraser/Marabella Lancer i Lancer[19][20][21]
- Austin Butler – Charles "Tex" Watson
- Dakota Fanning – Lynette "Squeaky" Fromme
- Bruce Dern – George Spahn[22][23]
- Mike Moh – Bruce Lee[16]
- Luke Perry – Wayne Maunder/Scott Lancer i Lancer[10][24][25]
- Damian Lewis – Steve McQueen[26]
- Al Pacino – Marvin Schwarz
- Nicholas Hammond – Sam Wanamaker
- Samantha Robinson – Abigail Folger
- Rafał Zawierucha – Roman Polański
- Lorenza Izzo – Francesca Capucci[5][27]
- Costa Ronin – Wojciech Frykowski
- Damon Herriman – Charles Manson
- Lena Dunham – Catherine "Gypsy" Share
- Madisen Beaty – Patricia "Katie" Krenwinkel
- Mikey Madison – Susan "Sadie" Atkins
- James Landry Hébert – Steve "Clem" Grogan
- Maya Hawke – Linda "Flower Child" Kasabian
- Victoria Pedretti – Leslie "Lulu" Van Houten
- Sydney Sweeney – Dianne "Snake" Lake
- Harley Quinn Smith – "Froggie"
- Dallas Jay Hunter – "Delilah"
- Kansas Bowling – Sandra "Blue" Good
- Parker Love Bowling – "Tadpole"
- Cassidy Vick Hice – Ella Jo "Sundance" Bailey
- Ruby Rose Skotchdopole – "Butterfly"
- Danielle Harris – "Angel"
- Josephine Valentina Clark – Catherine "Happy Cappy" Gillies
- Scoot McNairy – "Business" Bob Gilbert i Lancer
- Clifton Collins Jr. – Ernesto "The Mexican" Vaquero i Lancer
- Marco Rodríguez – Bartender i Lancer
- Ramón Franco – Land Pirate i Lancer / Bruin Theatre-chefen Rubén
- Raul Cardona – "Bad Guy" Delgado i Lancer
- Courtney Hoffman – Rebekka
- Dreama Walker – Connie Stevens
- Rachel Redleaf – Mama Cass
- Rebecca Rittenhouse – Michelle Phillips[28]
- Rumer Willis – Joanna Pettet
- Spencer Garrett – Allen Kincade
- Clu Gulager – Ägare av Larry Edmunds bokaffär
- Martin Kove – Sheriff i Bounty Law
- Rebecca Gayheart – Billie Booth[5]
- Kurt Russell – Randy Miller / berättare
- Zoë Bell – Janet Miller
- Michael Madsen – Sheriff Hackett i Bounty Law
- Perla Haney-Jardine – Knarklangare
- James Remar – "Ugly Owl" Hoot i Bounty Law
- Monica Staggs – Connie
- Craig Stark – Land Pirate i Lancer
- Keith Jefferson – Land Pirate i Lancer
- Omar Doom – Donnie
- Brenda Vaccaro – Mary Alice Schwarz
- Dyani Del Castillo – "Pebbles"
- Ronnie Zappa – Bobby "Top Hat" Beausoleil
- Heba Thorisdottir – Sonya
- Kate Berlant – Biljettbåsskötare på Bruin Theatre
- Daniella Pick – Daphna Ben-Cobo
- David Steen – "Straight Satan" David, medlem av Straight Satans MC
- Corey Burton – Bounty Law-programannonsör
- Rage Stewart – Harvey "Humble Harve" Miller[29]
- Quentin Tarantino – Regissör för en reklamfilm om Red Apple-cigarretter (röst)
- Sayuri – Brandy[30]
- James Marsden – Burt Reynolds
- Walton Goggins – Old Chattanooga Beer (röst)

## Utmärkelser
| Priser och nomineringar             | Priser och nomineringar                        | Priser och nomineringar                                              | Priser och nomineringar | Priser och nomineringar |
| Utmärkelse                          | Kategori                                       | Mottagare                                                            | Resultat                |                         |
| ----------------------------------- | ---------------------------------------------- | -------------------------------------------------------------------- | ----------------------- | ----------------------- |
| Oscar (92:a)                        | Bästa manliga biroll                           | Brad Pitt                                                            | Vann                    |                         |
| Oscar (92:a)                        | Bästa scenografi                               | Barbara Ling och Nancy Haigh                                         | Vann                    |                         |
| Oscar (92:a)                        | Bästa film                                     | David Heyman, Shannon McIntosh och Quentin Tarantino                 | Nominerad               |                         |
| Oscar (92:a)                        | Bästa regi                                     | Quentin Tarantino                                                    | Nominerad               |                         |
| Oscar (92:a)                        | Bästa manliga huvudroll                        | Leonardo DiCaprio                                                    | Nominerad               |                         |
| Oscar (92:a)                        | Bästa originalmanus                            | Quentin Tarantino                                                    | Nominerad               |                         |
| Oscar (92:a)                        | Bästa ljudredigering                           | Wylie Stateman                                                       | Nominerad               |                         |
| Oscar (92:a)                        | Bästa ljud                                     | Michael Minkler, Christian P. Minkler och Mark Ulano                 | Nominerad               |                         |
| Oscar (92:a)                        | Bästa foto                                     | Robert Richardson                                                    | Nominerad               |                         |
| Oscar (92:a)                        | Bästa kostym                                   | Arianne Phillips                                                     | Nominerad               |                         |
| Golden Globes (77:e)                | Bästa film (musikal eller komedi)              | Once Upon a Time in Hollywood                                        | Vann                    |                         |
| Golden Globes (77:e)                | Bästa manliga biroll                           | Brad Pitt                                                            | Vann                    |                         |
| Golden Globes (77:e)                | Bästa manus                                    | Quentin Tarantino                                                    | Vann                    |                         |
| Golden Globes (77:e)                | Bästa regi                                     | Quentin Tarantino                                                    | Nominerad               |                         |
| Golden Globes (77:e)                | Bästa manliga huvudroll (musikal eller komedi) | Leonardo DiCaprio                                                    | Nominerad               |                         |
| BAFTA Awards (73:e)                 | Bästa manliga biroll                           | Brad Pitt                                                            | Vann                    |                         |
| BAFTA Awards (73:e)                 | Bästa film                                     | David Heyman Shannon McIntosh och Quentin Tarantino                  | Nominerad               |                         |
| BAFTA Awards (73:e)                 | Bästa regi                                     | Quentin Tarantino                                                    | Nominerad               |                         |
| BAFTA Awards (73:e)                 | Bästa manliga huvudroll                        | Leonardo DiCaprio                                                    | Nominerad               |                         |
| BAFTA Awards (73:e)                 | Bästa kvinnliga biroll                         | Margot Robbie                                                        | Nominerad               |                         |
| BAFTA Awards (73:e)                 | Bästa originalmanus                            | Quentin Tarantino                                                    | Nominerad               |                         |
| BAFTA Awards (73:e)                 | Bästa produktionsdesign                        | Barbara Ling och Nancy Haigh                                         | Nominerad               |                         |
| BAFTA Awards (73:e)                 | Bästa kostym                                   | Arianne Phillips                                                     | Nominerad               |                         |
| BAFTA Awards (73:e)                 | Bästa klippning                                | Fred Raskin                                                          | Nominerad               |                         |
| BAFTA Awards (73:e)                 | Bästa rollfördelning                           | Victoria Thomas                                                      | Nominerad               |                         |
| Screen Actors Guild Awards (26:e)   | Bästa manliga biroll                           | Brad Pitt                                                            | Vann                    |                         |
| Screen Actors Guild Awards (26:e)   | Bästa manliga huvudroll                        | Leonardo DiCaprio                                                    | Nominerad               |                         |
| Screen Actors Guild Awards (26:e)   | Bästa ensemble i en film                       | Once Upon a Time in Hollywood                                        | Nominerad               |                         |
| Screen Actors Guild Awards (26:e)   | Bästa stuntensemble i en film                  | Once Upon a Time in Hollywood                                        | Nominerad               |                         |
| Critics' Choice Movie Awards (25:e) | Bästa film                                     | Once Upon a Time in Hollywood                                        | Vann                    |                         |
| Critics' Choice Movie Awards (25:e) | Bästa manliga biroll                           | Brad Pitt                                                            | Vann                    |                         |
| Critics' Choice Movie Awards (25:e) | Bästa originalmanus                            | Quentin Tarantino                                                    | Vann                    |                         |
| Critics' Choice Movie Awards (25:e) | Bästa scenografi                               | Barbara Ling och Nancy Haigh                                         | Vann                    |                         |
| Critics' Choice Movie Awards (25:e) | Bästa regissör                                 | Quentin Tarantino                                                    | Nominerad               |                         |
| Critics' Choice Movie Awards (25:e) | Bästa manliga skådespelare                     | Leonardo DiCaprio                                                    | Nominerad               |                         |
| Critics' Choice Movie Awards (25:e) | Bästa unga skådespelare                        | Julia Butters                                                        | Nominerad               |                         |
| Critics' Choice Movie Awards (25:e) | Bästa ensemble                                 | Once Upon a Time in Hollywood                                        | Nominerad               |                         |
| Critics' Choice Movie Awards (25:e) | Bästa foto                                     | Robert Richardson                                                    | Nominerad               |                         |
| Critics' Choice Movie Awards (25:e) | Bästa smink                                    | Once Upon a Time in Hollywood                                        | Nominerad               |                         |
| Critics' Choice Movie Awards (25:e) | Bästa kostym                                   | Arianne Phillips                                                     | Nominerad               |                         |
| Critics' Choice Movie Awards (25:e) | Bästa klippning                                | Fred Raskin                                                          | Nominerad               |                         |
| Satellite Awards (24:e)             | Bästa film (komedi eller musikal)              | Once Upon a Time in Hollywood                                        | Vann                    |                         |
| Satellite Awards (24:e)             | Bästa regissör                                 | Quentin Tarantino                                                    | Nominerad               |                         |
| Satellite Awards (24:e)             | Bästa manliga huvudroll (komedi eller musikal) | Leonardo DiCaprio                                                    | Nominerad               |                         |
| Satellite Awards (24:e)             | Bästa manliga biroll                           | Brad Pitt                                                            | Nominerad               |                         |
| Satellite Awards (24:e)             | Bästa originalmanus                            | Quentin Tarantino                                                    | Nominerad               |                         |
| Satellite Awards (24:e)             | Bästa scenografi och produktionsdesign         | Barbara Ling och Nancy Haigh                                         | Nominerad               |                         |
| Satellite Awards (24:e)             | Bästa ljud                                     | Wylie Stateman, Mark Ulano, Michael Minkler och Christian P. Minkler | Nominerad               |                         |